# Siciliensundet

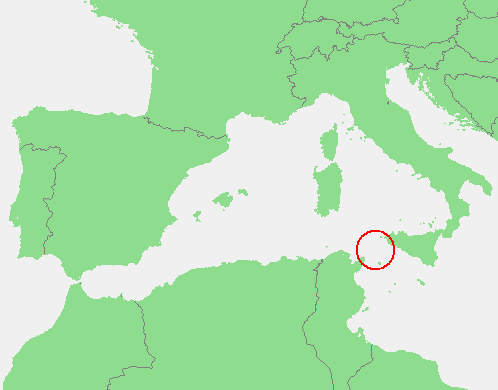
Sicilensundets läge.

Siciliensundet (italienska: Canale di Sicilia eller Stretto di Sicilia, Sicilianska: Canali di Sicilia eller Strittu di Sicilia, arabiska: مضيق صقلية) är ett sund mellan Sicilien och Tunisien. Det är cirka 145 km brett på sitt smalaste och det största djupet är 1 039 meter. Sundet separerar Tyrrenska havet och västra Medelhavet från östra Medelhavet. Mitt i sundet är ligger den italienska ön Pantelleria. 
Som i Gibraltarsundet flyter djupa strömmar i sundet från öst till väst, medan flödena nära ytan flyter i motsatt riktning. Dessa ovanliga havsströmmar är av intresse för oceanografer. 
På grund av tektoniska rörelser möter den afrikanska kontinentalplattan mot den eurasiska kontinentalplattan i Siciliensundet, vilket leder till vulkanisk aktivitet. Exempel på detta är de tillfälliga aktiva undervattensvulkanerna Ferdinandea och Empedokles.

### Fotnoter
1. ↑  Strait of Sicily, Britannica Atlas, Encyclopædia Britannica, Chicago (U.S.A.), 1989. Page 36, Geographic coordinates 37.20N 11.20E.
2. ↑  Scott C. Truver (1980), The Strait of Gibraltar and the Mediterranean, Springer, 1st edition.